# Lake Hamilton (Arkansas)
Pour les articles homonymes, voir Lake Hamilton.
Lake Hamilton est une census-designated place du comté de Garland, dans l’État américain de l'Arkansas.